# فریدگام
فریدگام (به هلندی: Firdgum) یک منطقهٔ مسکونی در کشور هلند است که در فرانکرادیل واقع شده‌است. فریدگام ۶۰ نفر جمعیت دارد.